# Saint-Jean-de-Thurigneux
Saint-Jean-de-Thurigneux település Franciaországban, Ain megyében. Lakosainak száma 850 fő (2022. január 1.). Saint-Jean-de-Thurigneux Ambérieux-en-Dombes, Civrieux, Monthieux, Rancé és Reyrieux községekkel határos.

## Népesség
A település népessége az elmúlt években az alábbi módon változott:
| Lakosok száma | 240  | 329  | 504  | 584  | 789  | 778  | 771  | 786  | 809  | 850  |
|               | 1968 | 1982 | 1990 | 2006 | 2013 | 2015 | 2017 | 2019 | 2020 | 2022 |